# Železniční trať Kutná Hora – Zruč nad Sázavou
Železniční trať Kutná Hora – Zruč nad Sázavou je regionální dráha, která vede z Kutné Hory do Zruče nad Sázavou. V jízdním řádu pro cestující je označena číslem 235 a je dlouhá 35,865 km.

## Historie
První úsek tratě byl zprovozněn 10. ledna 1883. Cesta z dnešního hlavního nádraží na městské trvala 13 minut a jízdné stálo 15 krejcarů. Druhý úsek, do Zruče nad Sázavou, byl otevřen dne 1. listopadu 1905.

### Současnost
Zhruba od roku 2015 probíhá postupná revitalizace tratě. Od 1. dubna 2023 do 18. června 2023 v rámci výluky probíhá v úseku Kutná Hora město – Zruč nad Sázavou oprava kolejí, přejezdu a mostu na trati.

## Nasazovaná vozidla
Od roku 2012 zde jezdí jednotky řady 814. Některé spoje zajišťují vozy řady 810.

## Nehody
6. března 1970 v důsledku silného sněžení vyjela pomocná „pluhovací“ souprava lokomotiv 423.0122, 423.0146 a 354.1131 a obytného vozu Be. V km 7,100 došlo k zaražení pluhu mezi pražce na výhybce v zast. Poličany, první dvě lokomotivy vyšinuly z tratě. Třetí lokomotiva s obytným vozem zůstala na kolejích. Následkem poškození byly obě 423.0 odvezeny do šrotu.

## Navazující tratě

### Kutná Hora hlavní nádraží
- Trať 230 Havlíčkův Brod - Světlá nad Sázavou - Čáslav - Kutná Hora hl. n. - Kolín

### Zruč nad Sázavou
- Trať 212 Čerčany - Odbočka Rataje nad Sázavou - Zruč nad Sázavou - Světlá nad Sázavou

## Stanice a zastávky

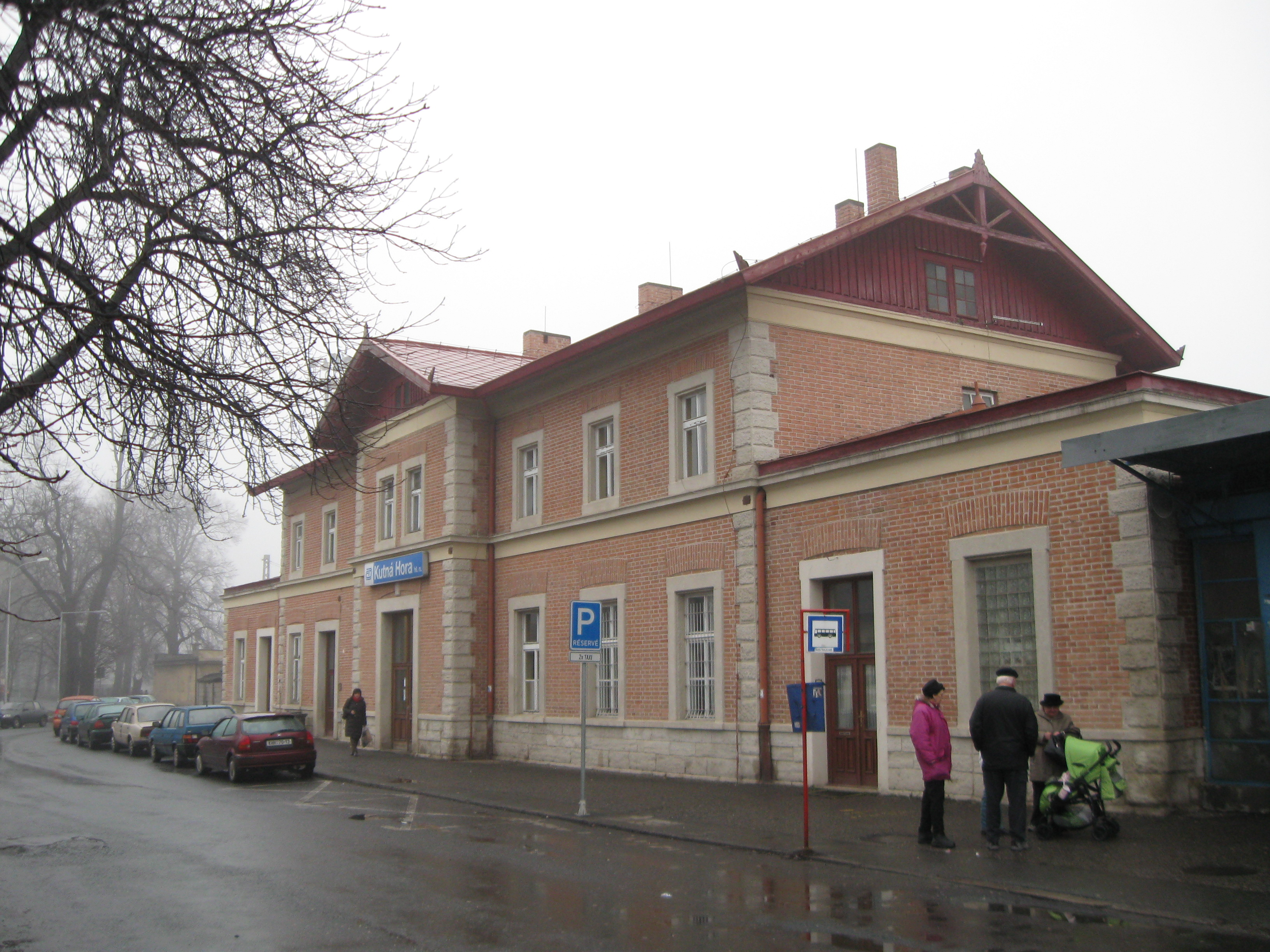
Kutná Hora hlavní nádraží
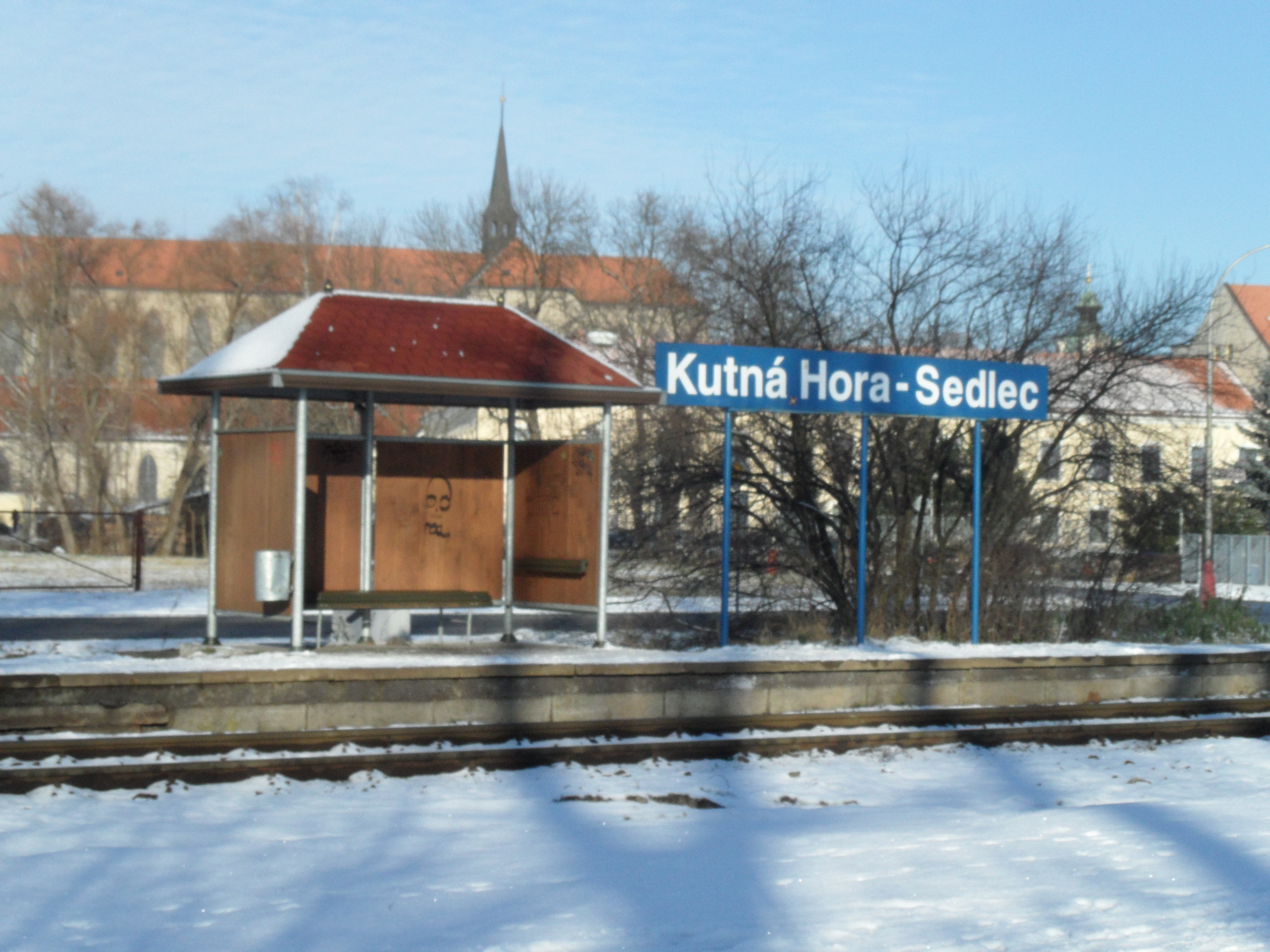
Kutná Hora-Sedlec
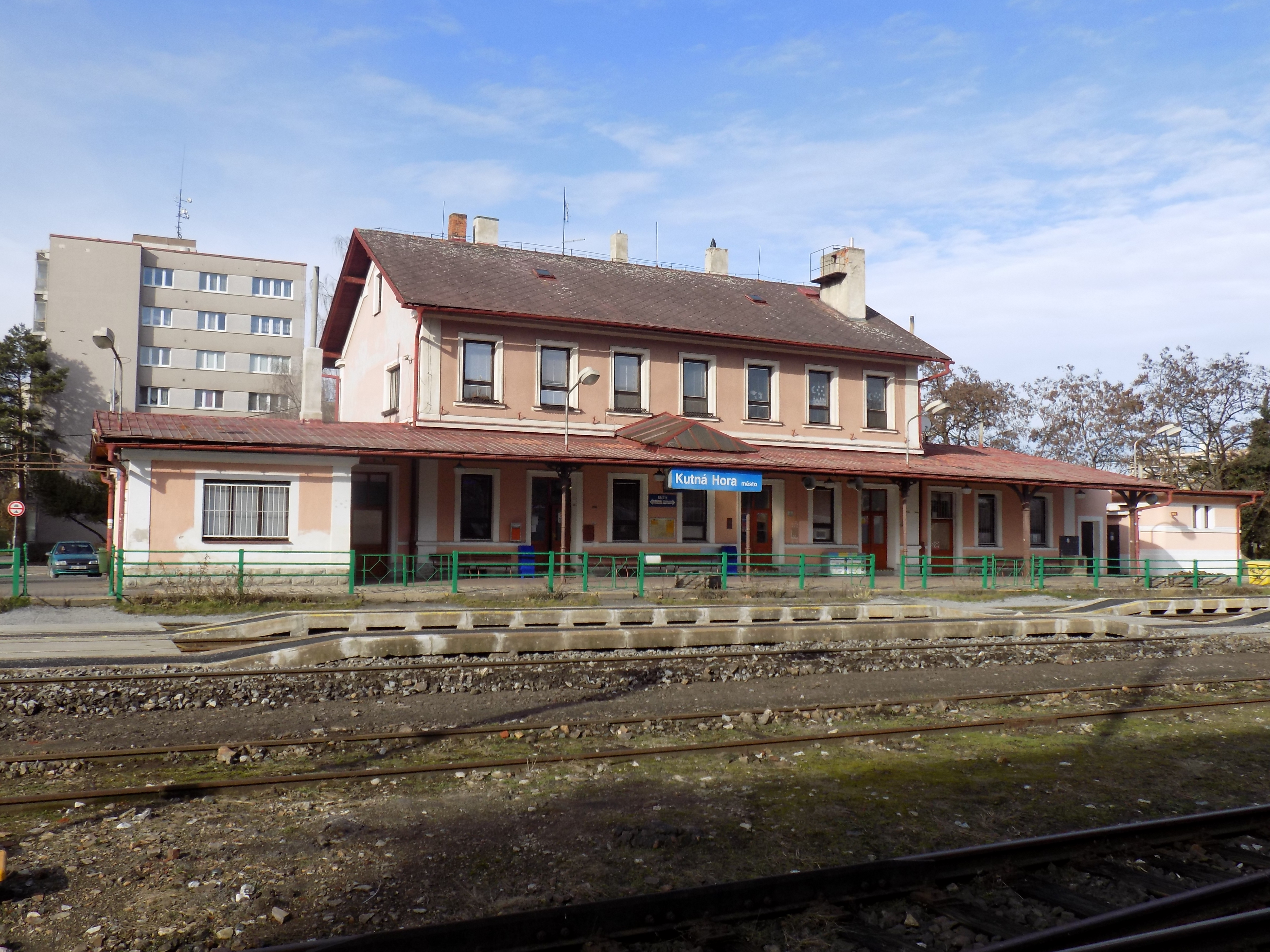
Kutná Hora město
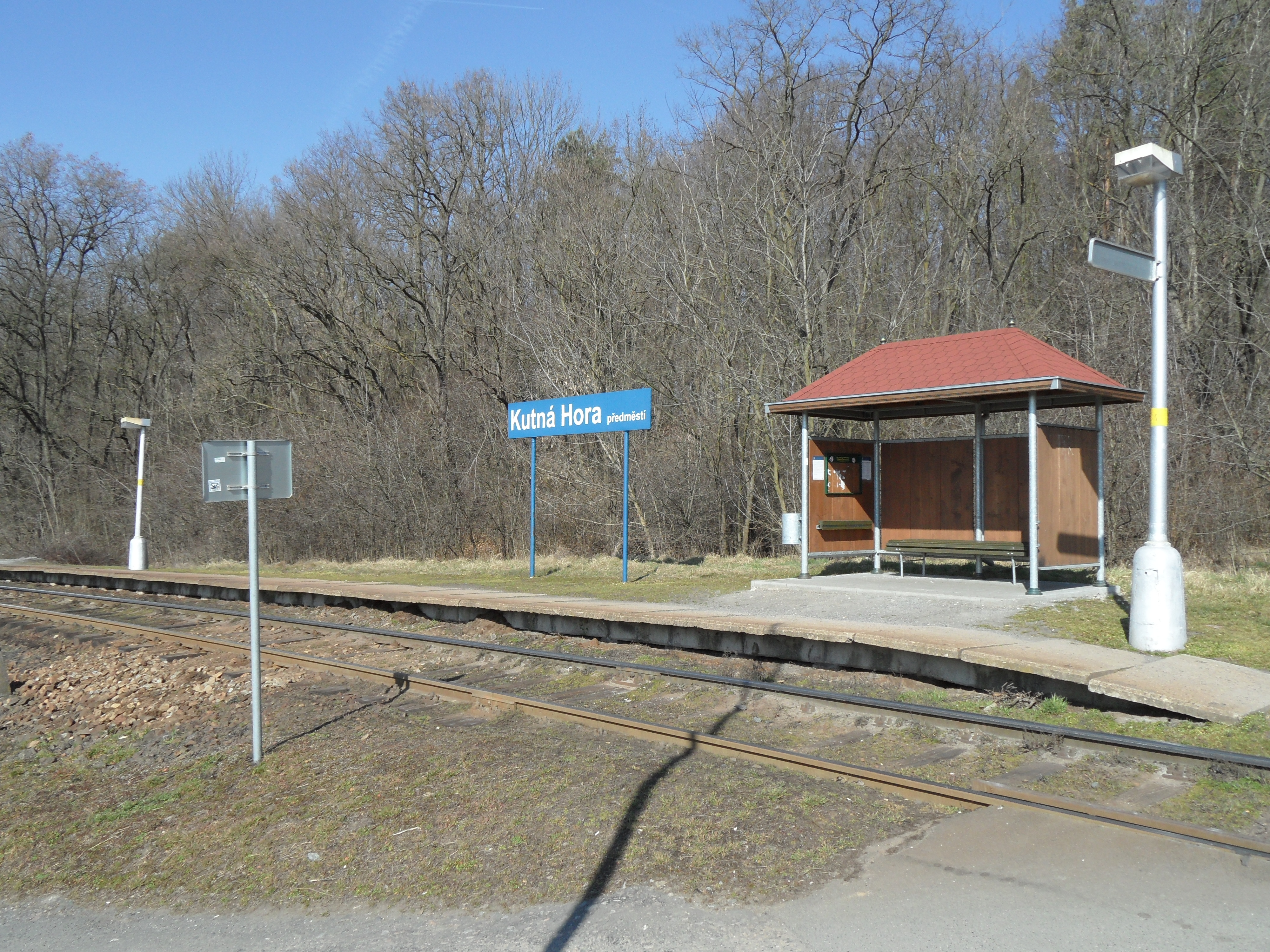
Kutná Hora-Vrchlice
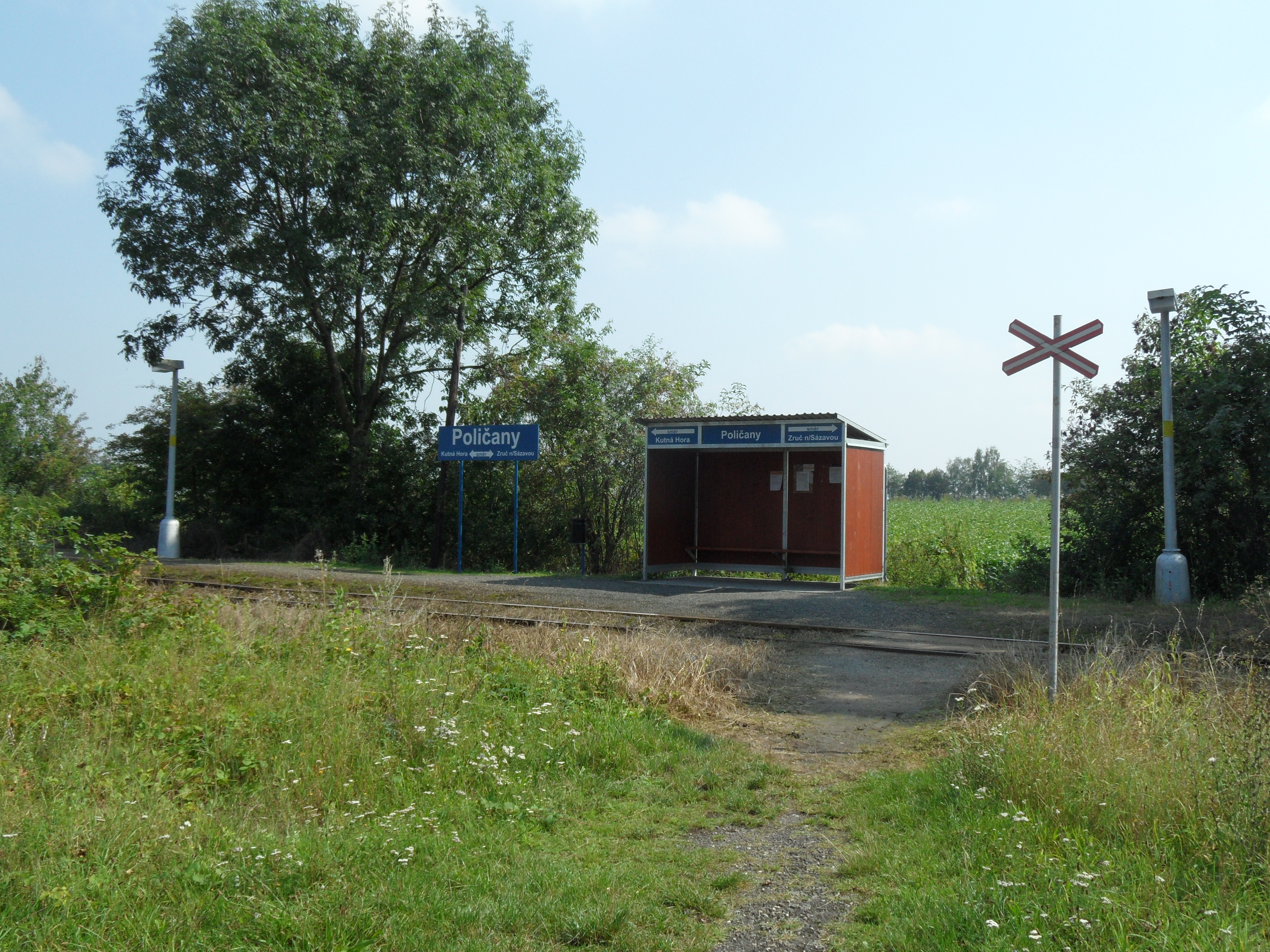
Kutná Hora-Poličany
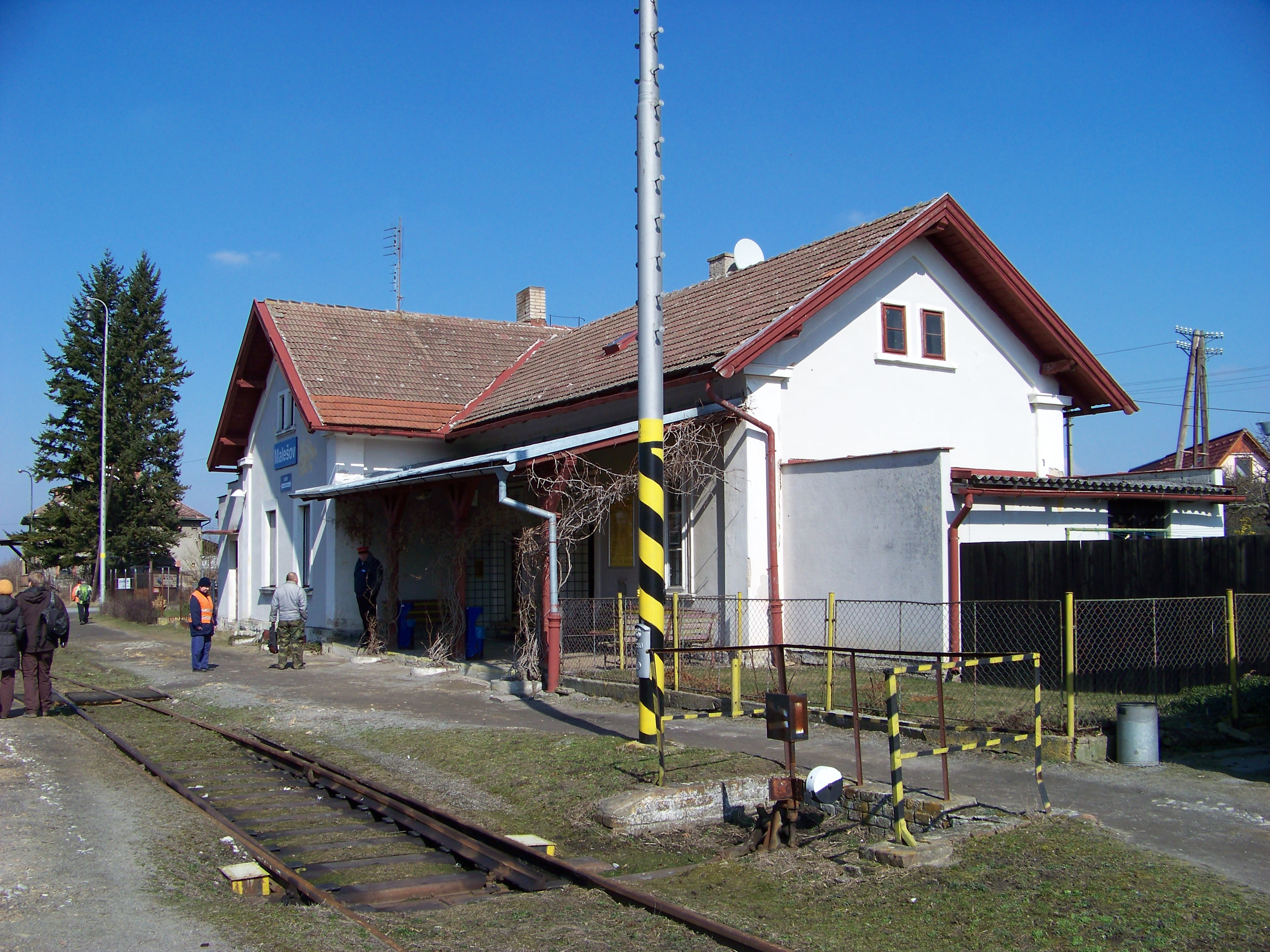
Malešov
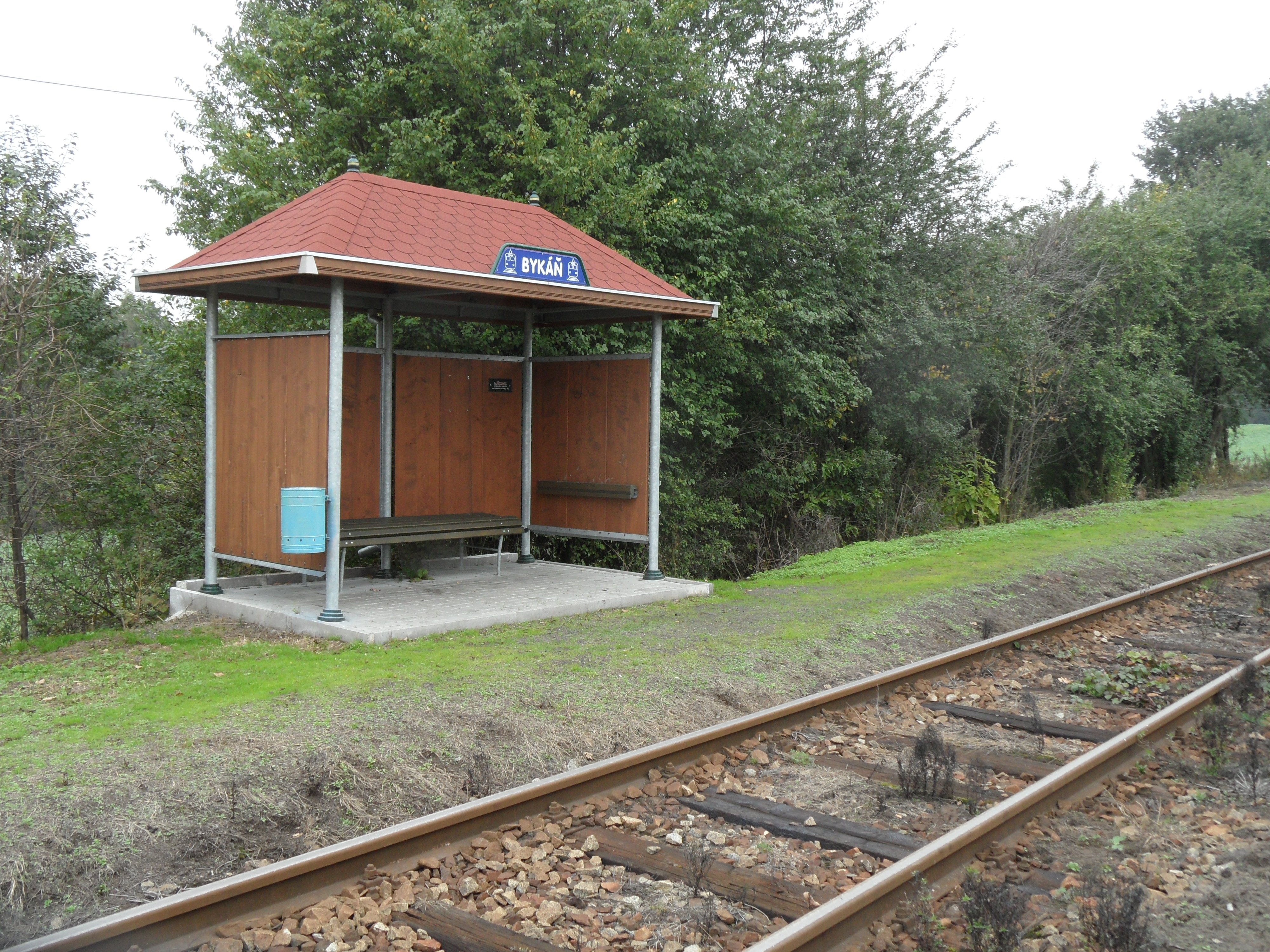
Bykáň
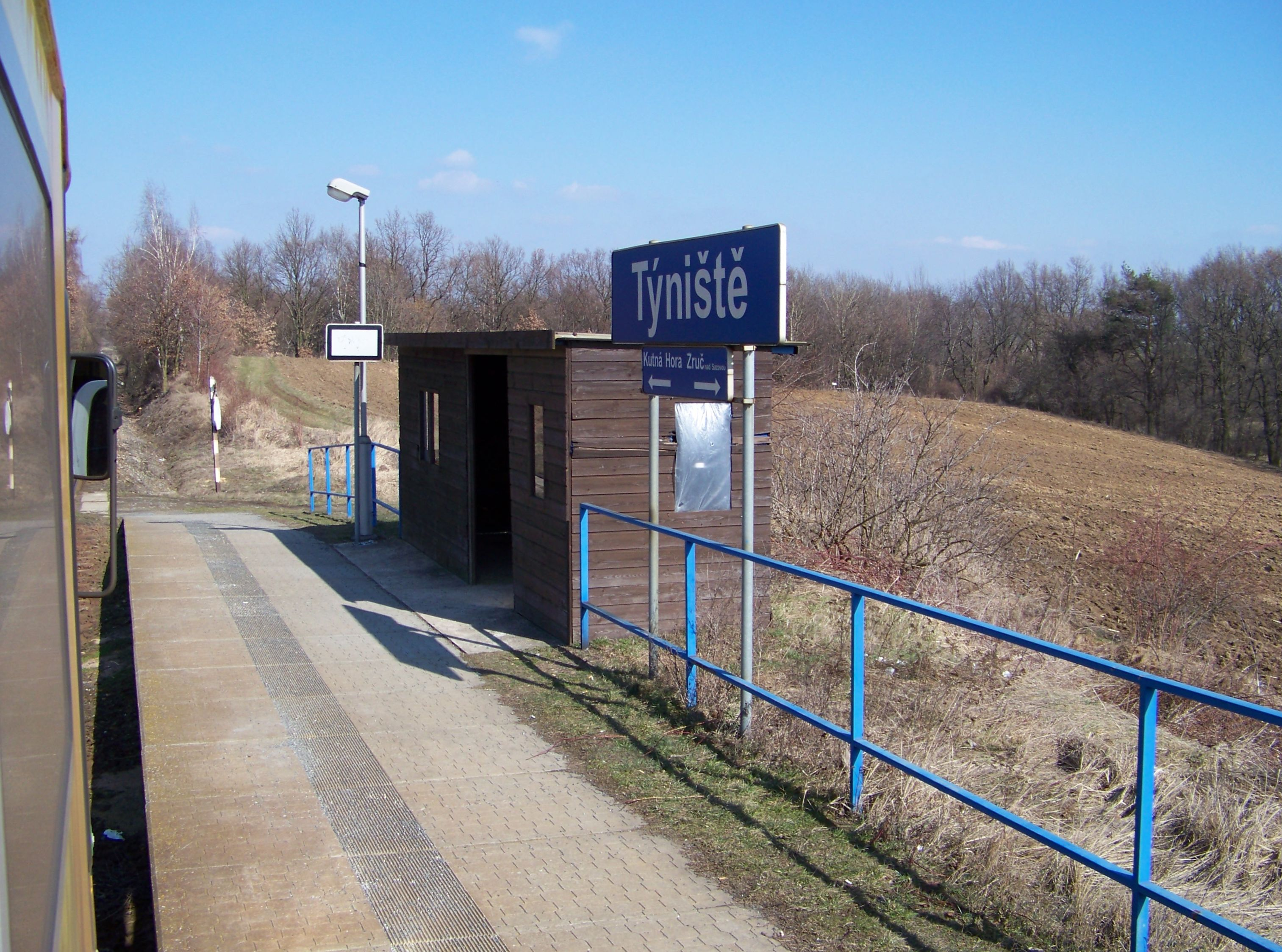
Týniště
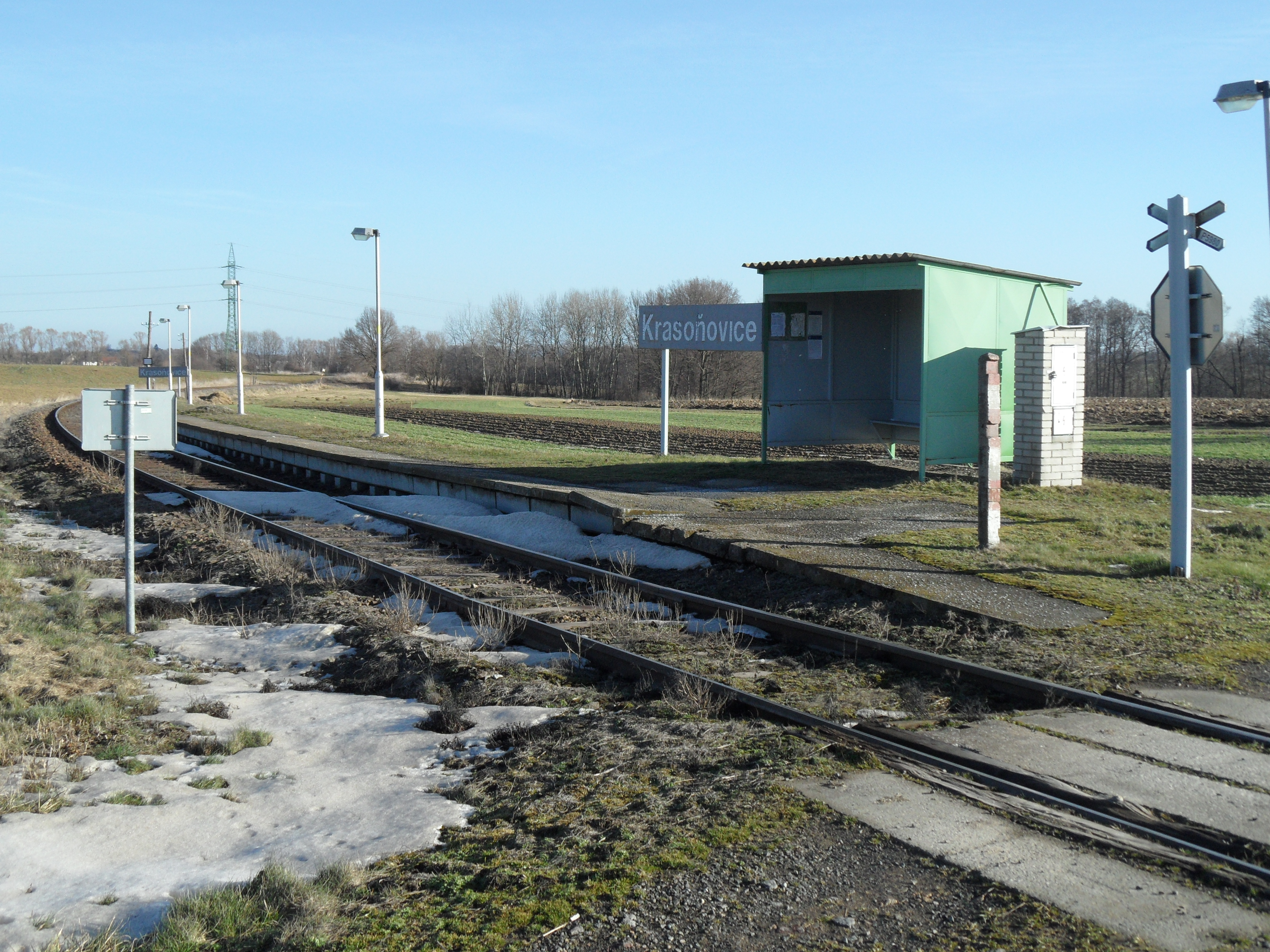
Krasoňovice
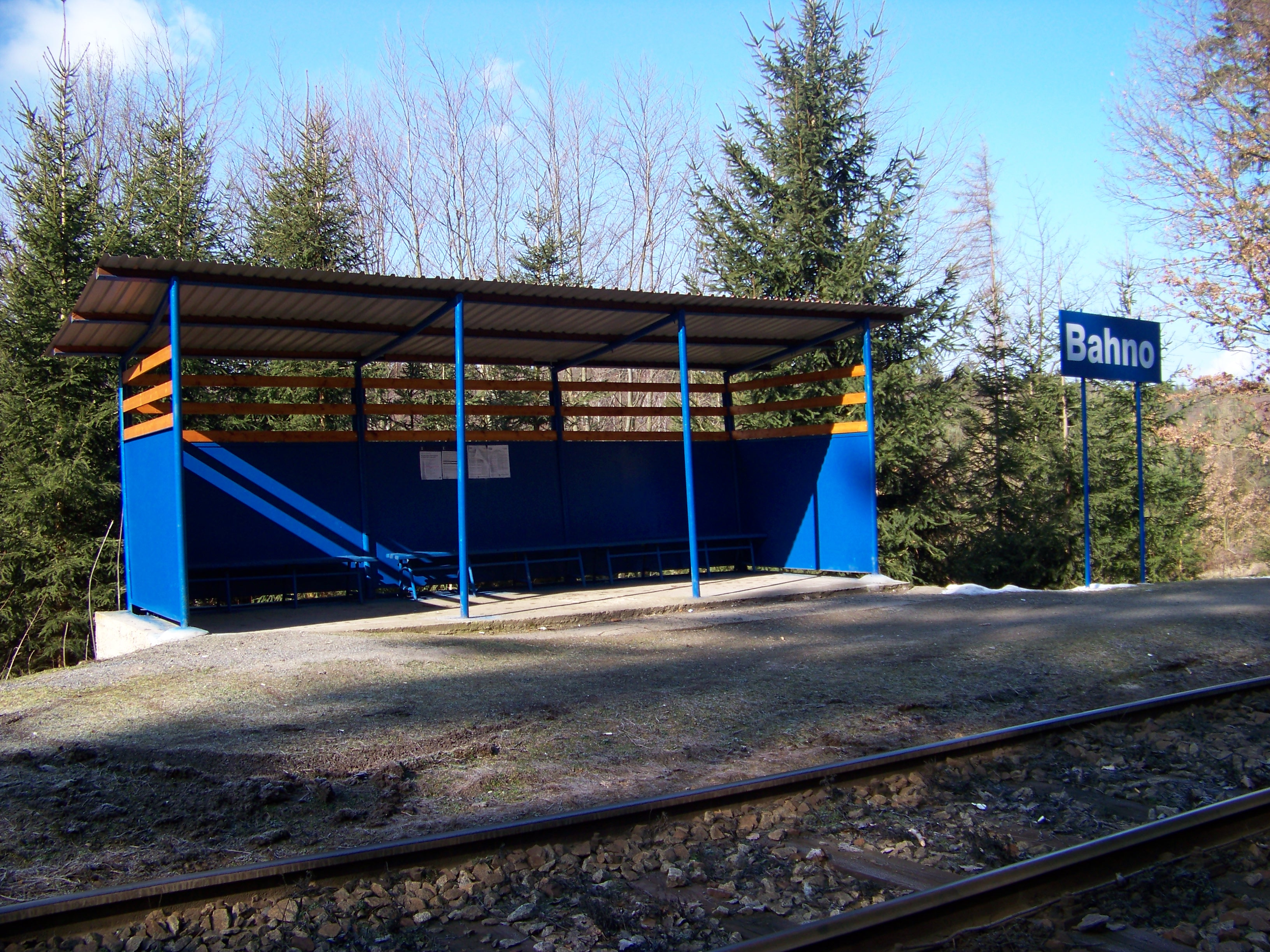
Bahno
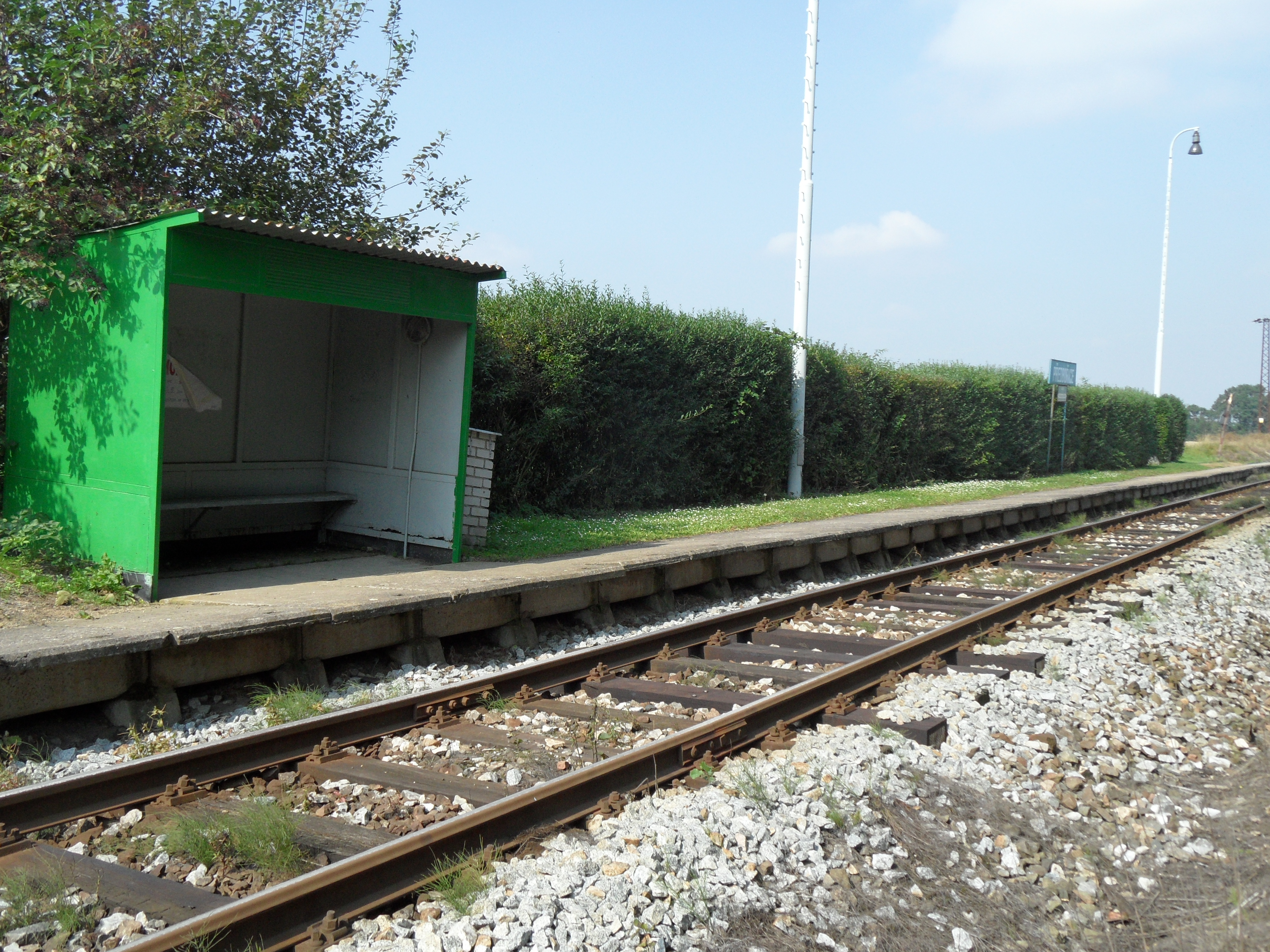
Předbořice
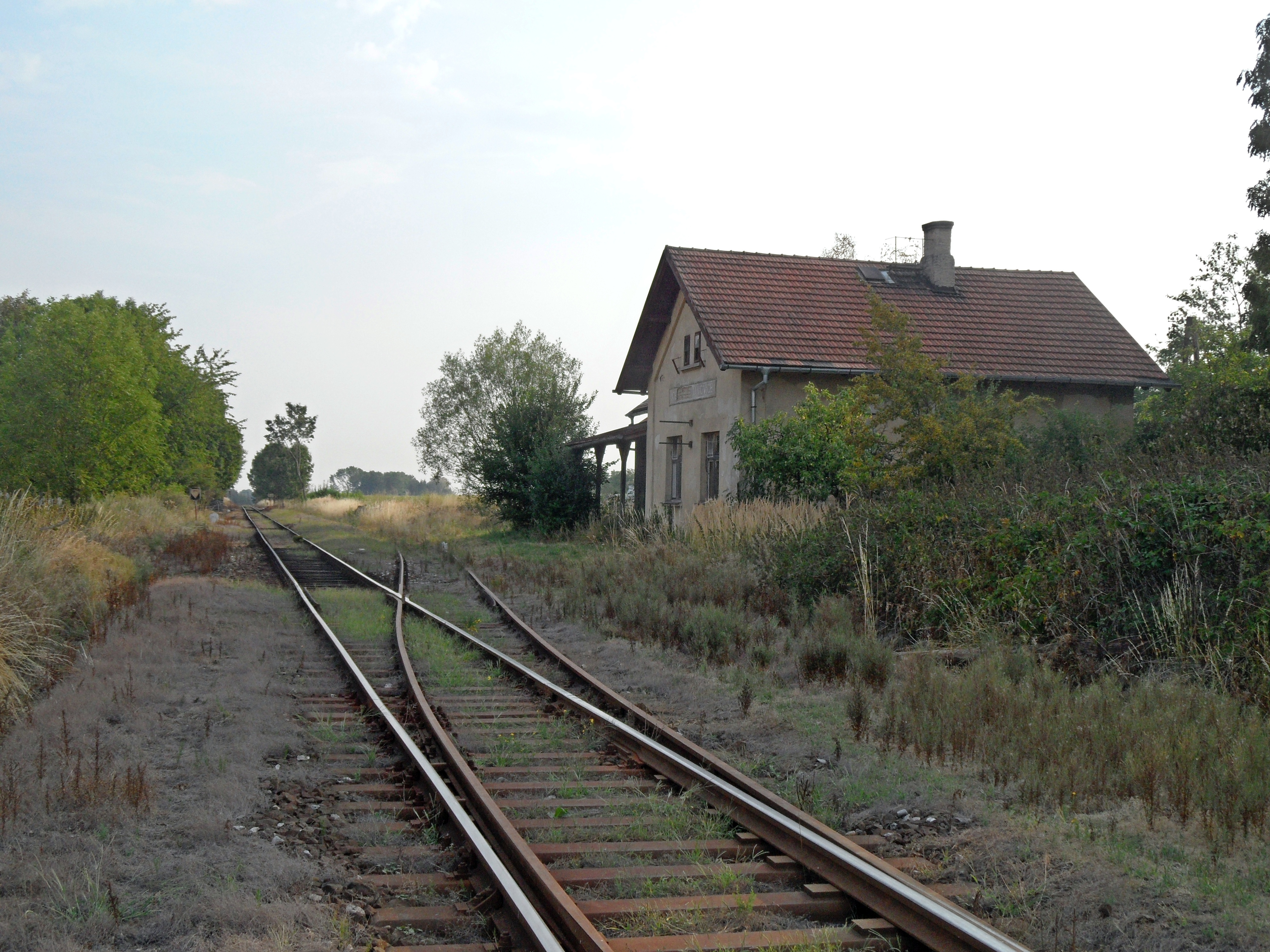
bývalá železniční stanice, nyní nákladiště Červené Janovice
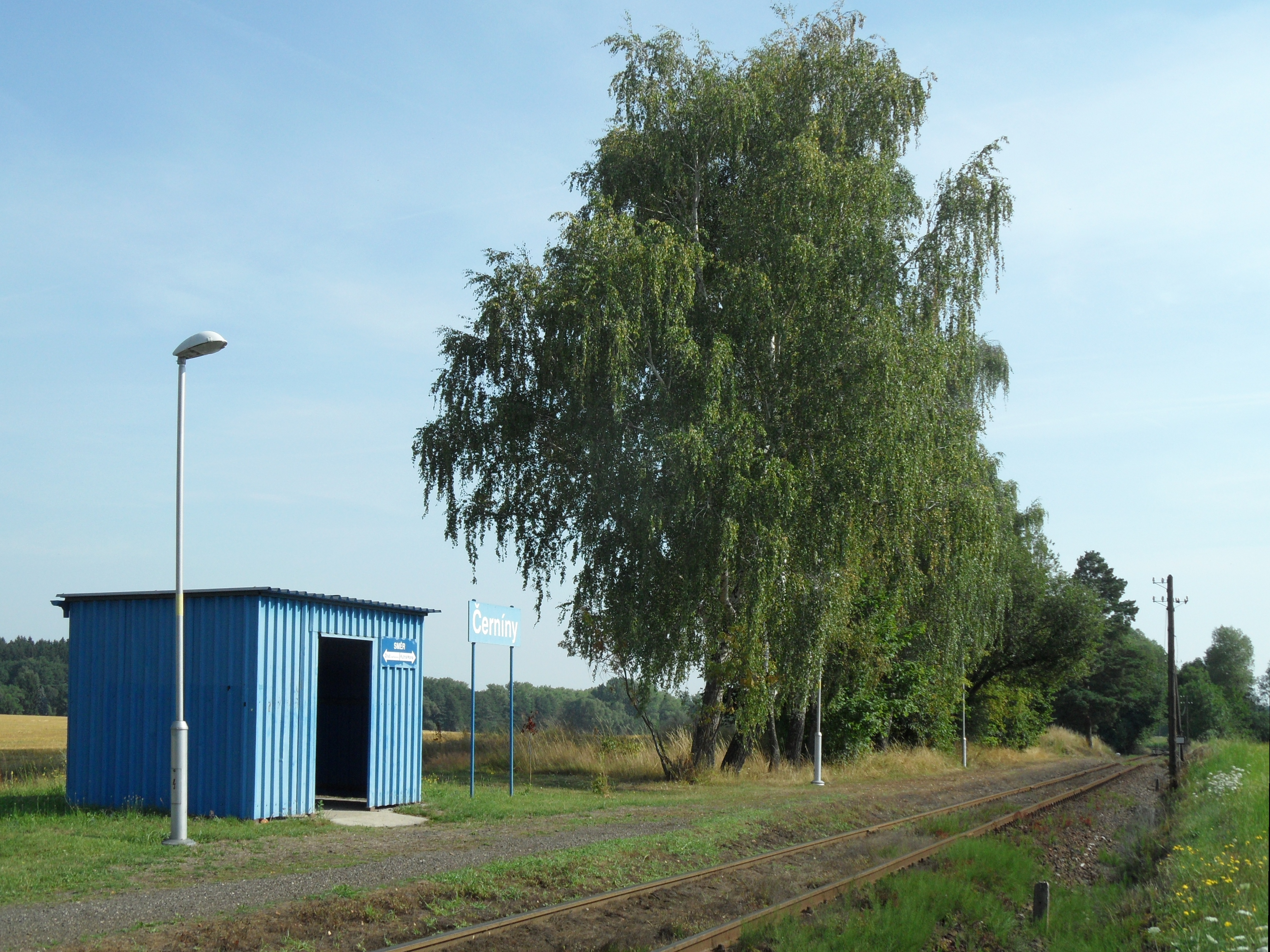
Černíny
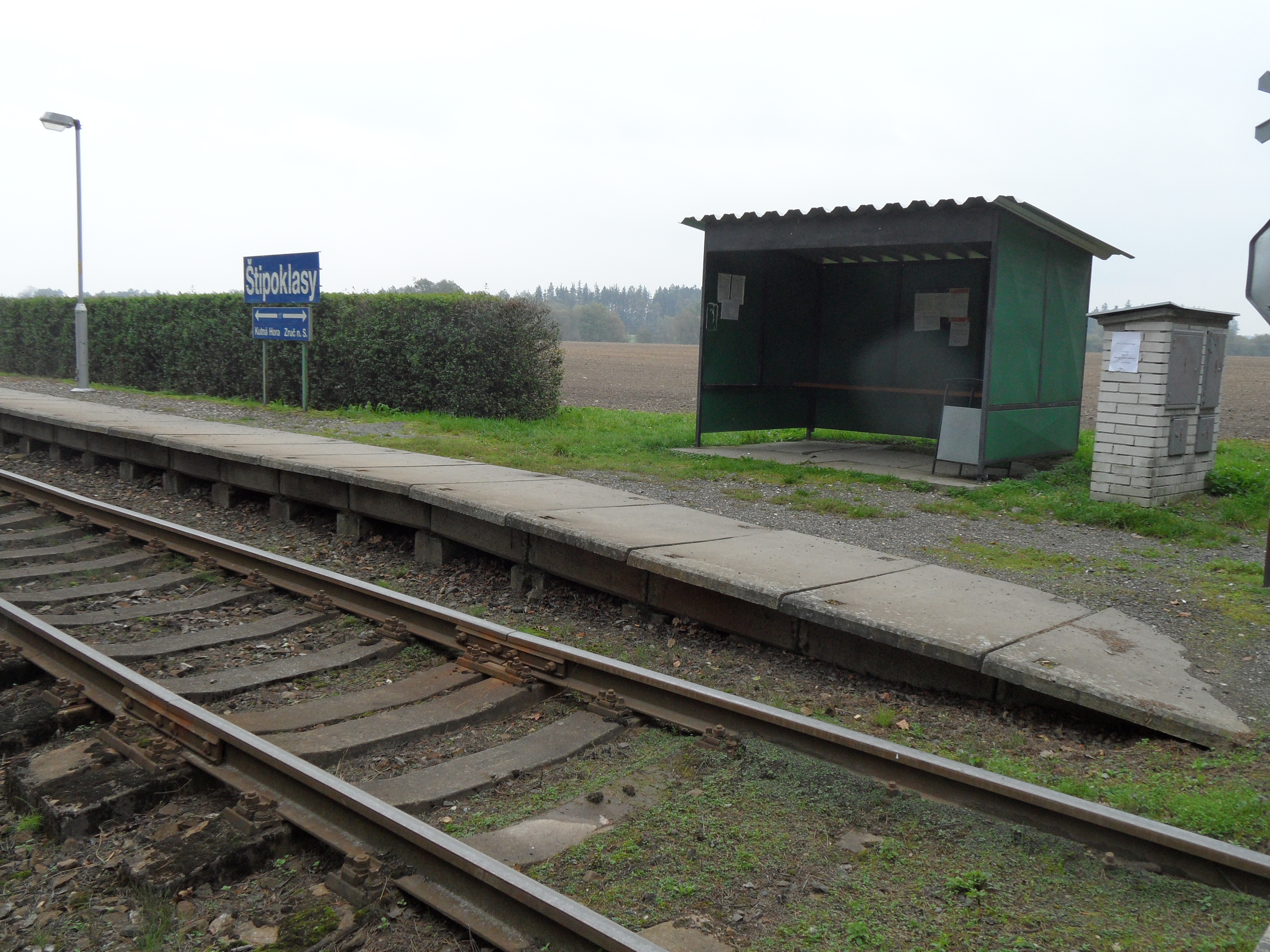
Štipoklasy
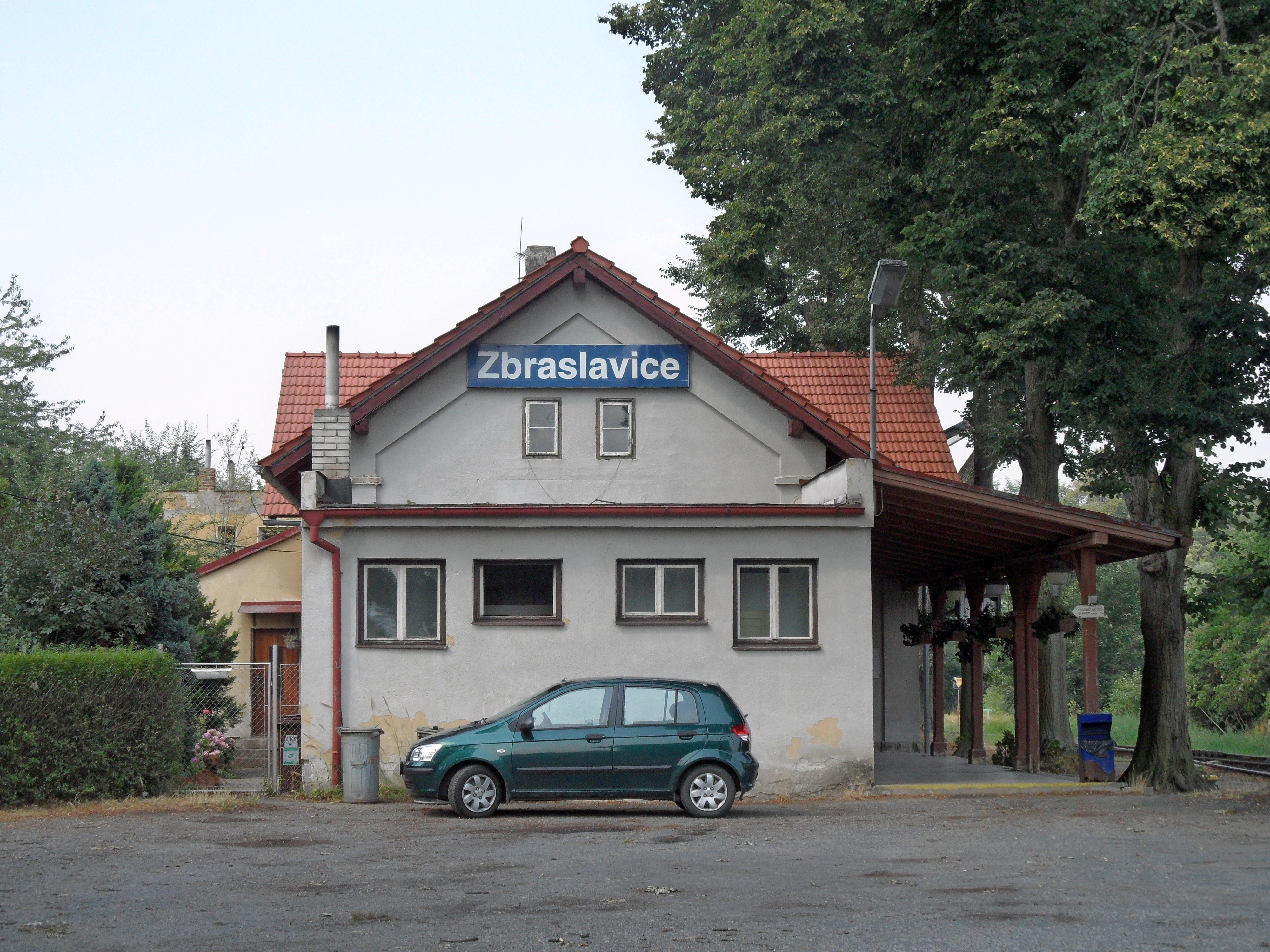
Zbraslavice
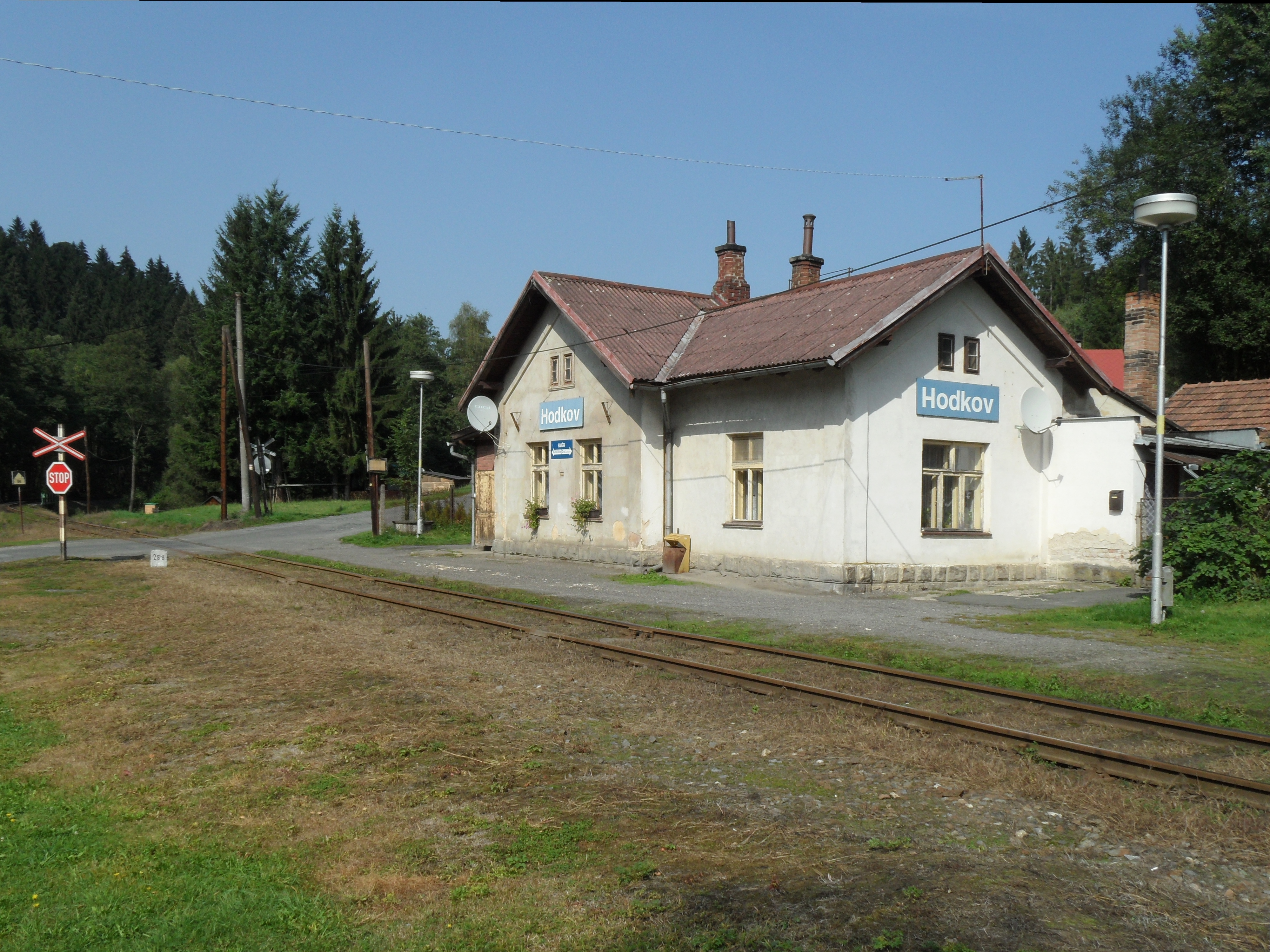
Hodkov
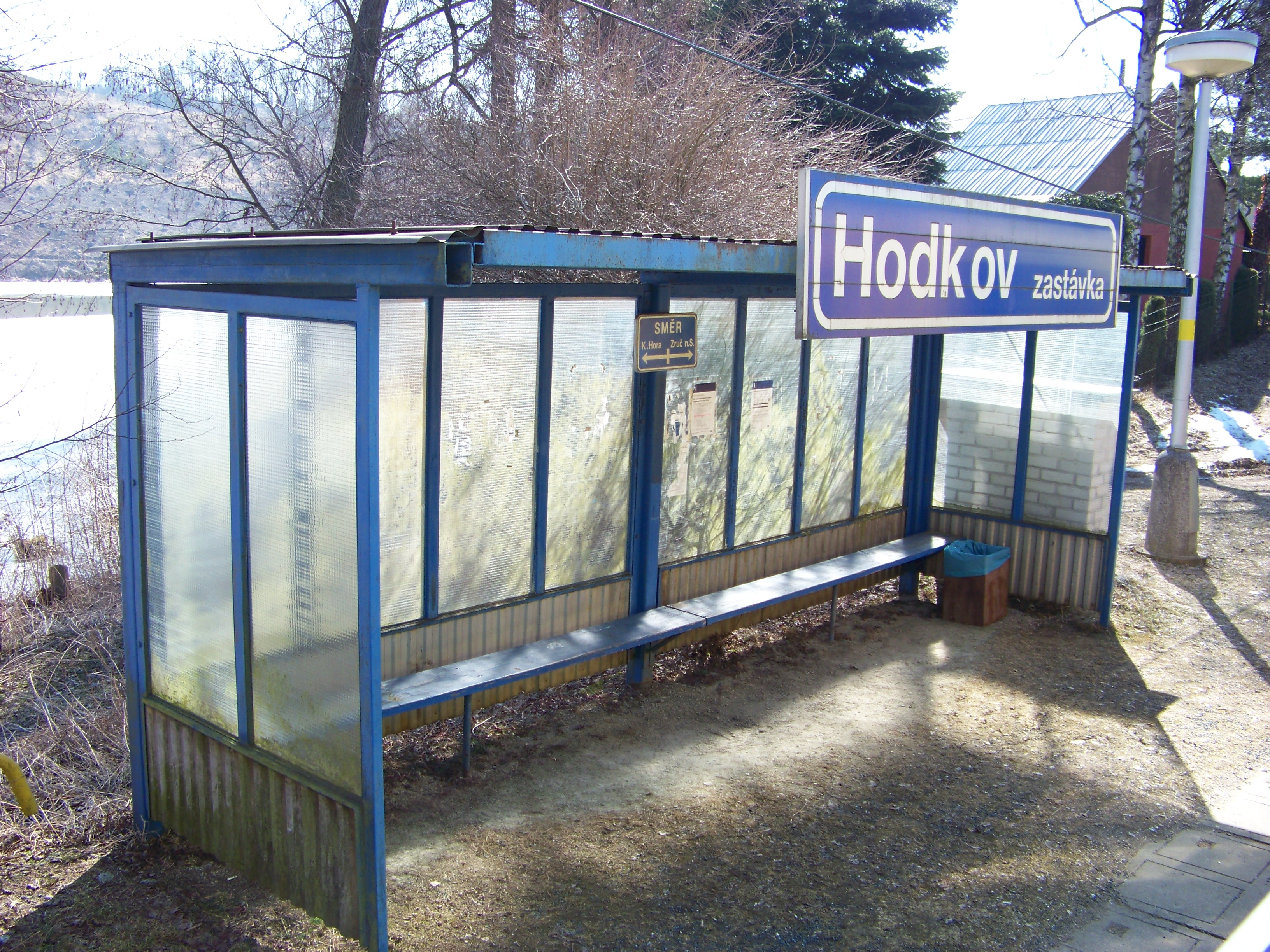
Hodkov zastávka
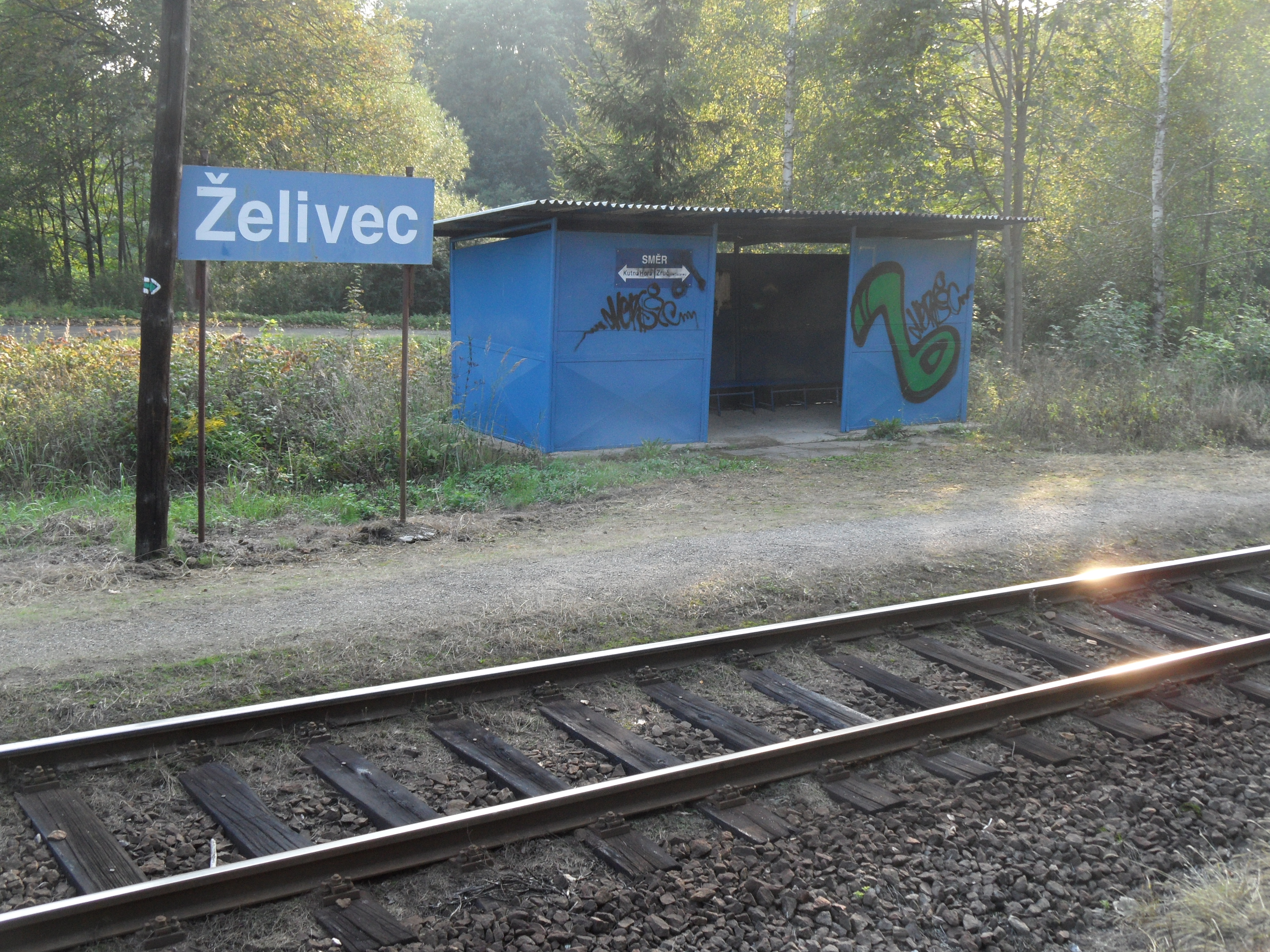
Želivec
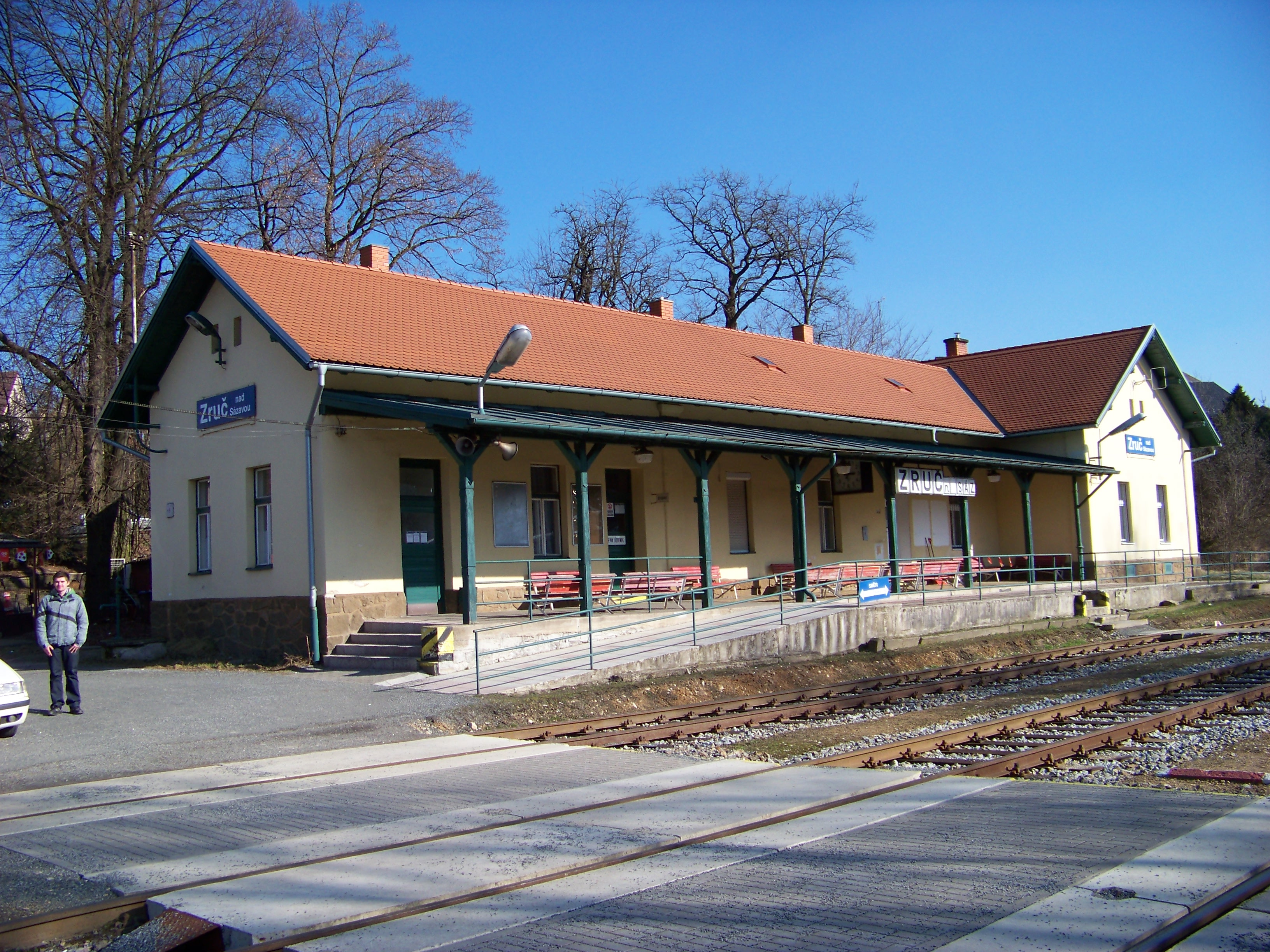
Zruč nad Sázavou